# Fukusaki
Fukusaki (japanska: 福崎町?, Fukusaki-chō) är en landskommun (köping) i Hyōgo prefektur i Japan.  
Fukusaki ligger cirka 50 kilometer nordväst om centrala Kobe.